# Riacho He-Hé
Riacho He-Hé é um município da Argentina, localizada na província de Formosa.